# Pontski Grci
Pontski Grci  (grčki: Πόντιοι, Ελληνοπόντιοι, Póntioi, Ellinopóntioi;, turski: Pontus Rumları, Karadeniz Rumlari) su etnička skupina Grka koja je tradicionalno živjela u regiji Ponta, na obalama Crnog mora i na Pontijskoj planini na sjeveroistoku Anadolije. 
Mnogi su migrirali u druge dijelove istočne Anadolije, zatim u rusku Karsku oblast u Zakavkazju, te Gruziju u različitim valovima između Osmanskog osvajanja Trapezuntskog Carstva 1461., te Rusko-turskog rata 1828. – 1829. Pontski Grci iz južne Rusije, Ukrajine i Krima često se nazivaju "Sjeverni Ponti", za razliku od onih iz "Južnih Ponta". Oni iz Gruzije, sjeveroistočne Anadolije i bivšeg ruskog Kavkaza se u suvremenim grčkim akademskim krugovima često nazivaju "Istočnim Pontima" ili "Kavkazkim Grcima".
Tragove grčkog prisustva na crnomorskim obalama pratimo još u klasičnoj grčkoj mitologiji. To su krajevi u koje je plovio Jason i njegovi Argonauti u svojoj potrazi za zlatnim runom. Ovaj mit prvi je zapisao Apolonije s Rodosa u svom djelu "Argonautika".
Prva zabiježena grčka kolonija na Crnom moru bio je Sinop, osnovan na sjevernim obalama drevne Anadolije negdje oko 800. godine pr. Kr. Na cijeloj crnomorskoj obali, a na teritoriji današnjih država Turske, Bugarske, Gruzije, Rusije, Ukrajine i Rumunjske postupno je rastao broj grčkih naselja-kolonija. Centar i najvažnija grčka kolonija na Crnom moru postaje Trapezus današnji Trabzon.
Pontski Grci imaju grčko podrijetlo i govori pontskim jezikom, koji je nerazumljiv govornicima grčkog jezika. Pontski Grci su imali stalnu prisutnost u regiji Ponta (suvremena sjeveroistočna Turska), Gruziji i istočnoj Anatoliji od najmanje 700 godina prije Krista sve do 1922. godine.

## Poznati Grci pontskog podrijeta
- Diogen iz Sinope
- Strabo
- Fileter
- Markos Vafiadis
- Theodoros Papaloukas
- Lazaros Papadopoulos
- Antonios Nikopolidis
- Demis Nikolaidis
- Dimitris Diamantidis
- Vasilis Torosidis
- Giourkas Seitaridis
- Ioannis Amanatidis